# 黒瀬川國行
黒瀬川 國行（くろせがわ くにゆき、1951年5月13日 - ）は、東京都北多摩郡東村山町（現在の東村山市、出生地は福岡県福岡市）出身で伊勢ヶ濱部屋所属の元大相撲力士。本名は酒井 健作（さかい けんさく）。最高位は西小結。身長184cm、体重133kg、得意手は左四つ、寄り。引退後は年寄・20代桐山を襲名し、桐山部屋を経営した。

## 来歴・人物
税務署員の二男で、小学生の頃から伊勢ヶ濱部屋に出入りをしていたが中学2年次に正式に入門し、1966年1月場所で初土俵。左差しを素早く返し、右上手を浅く引いて寄る、正攻法で理詰めと言える玄人好みの技巧派で、正攻法の取り口だったが、真面目すぎる性格が災いし、大勝ちがなく三賞受賞は1回もなかった。
1980年3月場所7日目の輪島との取組は前日にNHKのラジオの実況アナウンサーが輪島に対して「明日は黒瀬川、これはもう問題ないでしょう」と発言し、偶然にも黒瀬川は帰りのタクシー内でそれを聴いており、その発言に非常に腹が立ち逆に闘争心を燃やし、翌日の輪島戦はそれを見返すように寄り切りで完勝した。
1984年5月場所をもって現役を引退。年寄千賀ノ浦を襲名。序ノ口として初めて番付に名が載った場所も、新十両・新入幕・最終場所も全て5月場所だった。現在の両国国技館が完成した1985年1月場所終了後に、両国国技館で引退相撲を行った第1号の人物でもある。引退相撲後、20代桐山を襲名し、伊勢ヶ濱部屋付き年寄として後進の指導に当たった。
1995年に元関脇・高鐵山の大鳴戸親方が廃業したことにより、大鳴戸部屋の所属力士が宙ぶらりんになりかけた。この状況から11代大鳴戸に打診された形で、20代桐山が伊勢ヶ濱部屋から独立して急遽、桐山部屋を創設し、大鳴戸部屋の力士を引き取ることになったが、この時の独立の経緯から師匠である伊勢ヶ濱親方（元大関・清國）と不仲になったとされている。2000年には元前頭・清ノ森の木瀬親方が停年（定年）を迎えたため、木瀬部屋（元肥後ノ海が興した部屋とは別系統）を吸収合併。
2007年には、元前頭・和晃に代替わりしていた本家・伊勢ヶ濱部屋が消滅したため、その所属力士や行司を迎え入れた。幕下以下では主に早瀬川をはじめ、照瀬川、德瀬川、双瀬川らが次の部屋の関取を目指してしのぎを削っていたが、2009年5月場所で德瀬川が幕下優勝を果たし、部屋初の十両昇進を決め、2010年3月場所には新入幕を果たした。
しかし所属力士の減少などから部屋の維持を断念し、2011年1月場所を最後に部屋を閉じた。2011年1月27日に日本相撲協会理事会の承認を受けて数人の所属力士などと共に朝日山部屋へ移籍したが、朝日山部屋も2015年2月1日に閉鎖となったため、それ以降は伊勢ヶ濱部屋（旧・安治川部屋）付きとなった。
日本相撲協会の業務では、1994年3月場所から2010年1月場所まで16年間勝負審判を務めた。同年2月の職務分掌で18代玉垣と交代で審判部から異動となった。2011年、桐山部屋の弟子だった德瀬川が大相撲八百長問題に関与した責任で、委員から主任へ降格。翌年4月1日付で委員に復帰。2013年3月場所より12代宮城野と交代で勝負審判に復帰し、2016年3月場所まで3年間務めた後、停年（定年。以下同）間近となったため16代時津風と交代で審判部を離れた。この間、2015年5月場所後に同じ伊勢ヶ濱部屋所属の照ノ富士の新大関昇進が決定した際には、伝達式の使者を務めた。2016年5月場所中の5月12日に停年を迎えたが、5月14日付で参与として再雇用された。同年8月30日付で、21代春日山と交代で勝負審判に復帰した。参与の審判就任は史上初のケース。その後は2017年3月場所まで4場所務めて、同年4月1日付で15代中川と交代で審判部を離れた。70歳の誕生日前日の2021年5月12日付で再雇用期間の満了を迎えて退職した。

## 主な成績
- 通算成績：561勝563敗11休 勝率.499
- 幕内成績：173勝216敗1休 勝率.445
- 現役在位：111場所
- 幕内在位：26場所
- 三役在位：2場所（小結2場所）
- 金星：3個（輪島1個、三重ノ海2個）[1]
- 各段優勝
  - 十両優勝：1回（1978年1月場所）
  - 幕下優勝：1回（1972年7月場所）

### 場所別成績
| | 一月場所 初場所（東京） | 三月場所 春場所（大阪） | 五月場所 夏場所（東京） | 七月場所 名古屋場所（愛知） | 九月場所 秋場所（東京） | 十一月場所 九州場所（福岡） |
| --- | ----------------------- | ----------------------- | ----------------------- | --------------------------- | ----------------------- | --------------------------- |
| 1966年 （昭和41年） | （前相撲）              | （前相撲）              | 東序ノ口28枚目 2–5      | 西序ノ口15枚目 3–4          | 西序ノ口7枚目 5–2       | 西序二段43枚目 3–4          |
| 1967年 （昭和42年） | 西序二段55枚目 3–4      | 西序二段63枚目 4–3      | 西序二段74枚目 0–1–6    | 西序二段114枚目 5–2         | 西序二段62枚目 4–3      | 東序二段35枚目 3–4          |
| 1968年 （昭和43年） | 東序二段50枚目 5–2      | 西序二段8枚目 2–5       | 東序二段25枚目 3–4      | 西序二段30枚目 5–2          | 東三段目87枚目 4–3      | 西三段目70枚目 3–4          |
| 1969年 （昭和44年） | 東三段目76枚目 4–3      | 西三段目56枚目 3–4      | 東三段目62枚目 3–4      | 西三段目69枚目 6–1          | 西三段目28枚目 2–5      | 東三段目47枚目 6–1          |
| 1970年 （昭和45年） | 東三段目10枚目 5–2      | 東幕下45枚目 3–4        | 東幕下51枚目 2–5        | 東三段目8枚目 2–5           | 西三段目26枚目 5–2      | 東三段目3枚目 4–3           |
| 1971年 （昭和46年） | 東幕下51枚目 5–2        | 西幕下34枚目 2–5        | 西幕下54枚目 4–3        | 西幕下50枚目 4–3            | 東幕下45枚目 6–1        | 東幕下18枚目 2–5            |
| 1972年 （昭和47年） | 西幕下33枚目 3–4        | 東幕下39枚目 3–4        | 東幕下45枚目 4–3        | 西幕下39枚目 優勝 7–0       | 東幕下4枚目 2–5         | 西幕下13枚目 2–5            |
| 1973年 （昭和48年） | 東幕下27枚目 4–3        | 東幕下23枚目 5–2        | 西幕下11枚目 6–1        | 東幕下3枚目 2–5             | 西幕下14枚目 4–3        | 東幕下12枚目 1–6            |
| 1974年 （昭和49年） | 西幕下38枚目 3–4        | 西幕下46枚目 4–3        | 西幕下37枚目 5–2        | 東幕下22枚目 4–3            | 西幕下17枚目 5–2        | 東幕下11枚目 4–3            |
| 1975年 （昭和50年） | 西幕下8枚目 3–4         | 西幕下14枚目 5–2        | 東幕下7枚目 5–2         | 東幕下2枚目 3–4             | 西幕下5枚目 3–4         | 東幕下10枚目 6–1            |
| 1976年 （昭和51年） | 東幕下2枚目 4–3         | 西幕下筆頭 6–1          | 西十両11枚目 7–8        | 西十両12枚目 8–7            | 東十両11枚目 6–9        | 西十両13枚目 9–6            |
| 1977年 （昭和52年） | 東十両7枚目 8–7         | 東十両5枚目 7–8         | 西十両6枚目 7–8         | 西十両8枚目 2–13            | 東幕下9枚目 5–2         | 西幕下3枚目 6–1             |
| 1978年 （昭和53年） | 東十両12枚目 優勝 11–4  | 西十両2枚目 9–6         | 西前頭13枚目 9–6        | 東前頭7枚目 5–10            | 西前頭12枚目 9–6        | 東前頭8枚目 6–9             |
| 1979年 （昭和54年） | 西前頭10枚目 8–7        | 西前頭5枚目 6–9         | 西前頭7枚目 9–6         | 東前頭2枚目 6–9             | 東前頭6枚目 9–6         | 東前頭筆頭 8–7              |
| 1980年 （昭和55年） | 西小結 6–9              | 東前頭2枚目 5–10 ★      | 東前頭7枚目 8–7         | 東前頭2枚目 3–12 ★          | 西前頭10枚目 8–7        | 西前頭3枚目 6–9             |
| 1981年 （昭和56年） | 東前頭9枚目 7–8         | 東前頭11枚目 6–8–1      | 東前頭14枚目 6–9        | 東十両3枚目 6–9             | 東十両9枚目 9–6         | 西十両5枚目 10–5            |
| 1982年 （昭和57年） | 西前頭13枚目 8–7        | 東前頭8枚目 8–7         | 西前頭3枚目 8–7         | 西小結 5–10                 | 東前頭4枚目 4–11        | 西前頭11枚目 6–9            |
| 1983年 （昭和58年） | 東前頭14枚目 4–11       | 西十両7枚目 10–5        | 西十両2枚目 7–8         | 西十両3枚目 7–8             | 西十両5枚目 8–7         | 東十両4枚目 6–9             |
| 1984年 （昭和59年） | 西十両7枚目 7–8         | 東十両8枚目 6–9         | 東十両11枚目 引退 2–5–4 | x                           | x                       | x                           |
| 各欄の数字は、「勝ち-負け-休場」を示す。 優勝 引退 休場 十両 幕下 三賞：敢=敢闘賞、殊=殊勲賞、技=技能賞 その他：★=金星 番付階級：幕内 - 十両 - 幕下 - 三段目 - 序二段 - 序ノ口 幕内序列：横綱 - 大関 - 関脇 - 小結 - 前頭（「#数字」は各位内の序列） |                         |                         |                         |                             |                         |                             |

### 幕内対戦成績
| 力士名   | 勝数 | 負数 | 力士名       | 勝数 | 負数 | 力士名    | 勝数 | 負数 | 力士名   | 勝数 | 負数 |
| -------- | ---- | ---- | ------------ | ---- | ---- | --------- | ---- | ---- | -------- | ---- | ---- |
| 青葉城   | 4    | 5    | 青葉山       | 3    | 5    | 朝汐(4代) | 4    | 8    | 旭國     | 0    | 1    |
| 天ノ山   | 4    | 3    | 荒勢         | 6(1) | 4    | 板井      | 1    | 0    | 岩波     | 2    | 3    |
| 大潮     | 5    | 3    | 巨砲         | 3    | 4    | 大錦      | 2    | 5    | 大豊     | 1    | 0    |
| 魁輝     | 8    | 5    | 魁傑         | 0    | 1    | 影虎      | 0    | 1    | 北の湖   | 0    | 9    |
| 騏ノ嵐   | 3    | 0    | 麒麟児       | 2    | 4(1) | 蔵間      | 3    | 6    | 黒姫山   | 5    | 5    |
| 高望山   | 1    | 0    | 琴風         | 0    | 2    | 琴千歳    | 0    | 1    | 琴若     | 3    | 1    |
| 蔵玉錦   | 2    | 2    | 逆鉾         | 0    | 1    | 佐田の海  | 0    | 5    | 嗣子鵬   | 2    | 2    |
| 陣岳     | 1    | 0    | 大旺         | 0    | 1    | 大觥      | 2    | 0    | 大寿山   | 1    | 2    |
| 大飛     | 1    | 0    | 隆の里       | 3    | 10   | 貴ノ花    | 3    | 2    | 高見山   | 5    | 10   |
| 多賀竜   | 0    | 1    | 谷嵐         | 3    | 1    | 玉輝山    | 3    | 3    | 玉ノ富士 | 6    | 3    |
| 玉龍     | 0    | 1    | 千代の富士   | 2    | 5    | 出羽の花  | 7    | 6    | 闘竜     | 3    | 0    |
| 栃赤城   | 6    | 6    | 栃剣         | 0    | 1    | 栃光      | 5    | 6    | 白竜山   | 1    | 0    |
| 播竜山   | 3    | 3    | 飛騨ノ花     | 3    | 2    | 富士櫻    | 6    | 6    | 双津竜   | 5    | 3    |
| 鳳凰     | 3    | 5    | 北天佑       | 0    | 2    | 増位山    | 1    | 8    | 舛田山   | 6    | 5    |
| 三重ノ海 | 2    | 3    | 三杉磯(東洋) | 9    | 4    | 豊山      | 5    | 1    | 若獅子   | 0    | 2    |
| 若島津   | 0    | 4    | 若乃花(2代)  | 0    | 9    | 若の富士  | 0    | 2    | 輪島     | 2(1) | 2    |
| 鷲羽山   | 3    | 5    |              |      |      |           |      |      |          |      |      |

## 改名歴
- 酒井 健作（さかい けんさく）1966年1月場所
- 照勢山 健作（てるせやま -）1966年3月場所-1966年9月場所
- 照勢山 国行（- くにゆき）1966年11月場所-1967年1月場所
- 照勢山 国之（- くにゆき）1967年3月場所-1970年5月場所
- 黒瀬川 国之（くろせがわ -）1970年7月場所-1976年3月場所
- 黒瀬川 國之（- くにゆき）1976年5月場所-1976年11月場所
- 黒瀬川 國行（- くにゆき）1977年1月場所-1977年7月場所
- 黒瀬川 国行（- くにゆき）1977年9月場所-1977年11月場所
- 黒瀬川 國行（- くにゆき）1978年1月場所-1981年3月場所
- 黒瀬川 国由（- くにゆき）1981年5月場所-1984年5月場所

## 年寄変遷
- 千賀ノ浦 国由（ちがのうら くにゆき）1984年5月-1985年2月
- 桐山 国由（きりやま -）1985年2月-2021年5月

## 主な項目
- 小結一覧